# Chaetocnephalia americana
Chaetocnephalia americana är en tvåvingeart som först beskrevs av Ignaz Rudolph Schiner 1868.  Chaetocnephalia americana ingår i släktet Chaetocnephalia och familjen parasitflugor. Inga underarter finns listade i Catalogue of Life.